# MyVideo
MyVideo was een Duitse video-uploadwebsite. Op MyVideo kan men online gratis naar video′s kijken en eigen video′s gratis uploaden, om die te delen met vrienden of met de hele wereld.

## Projecten MyVideo Nederland

### Dancing Queen
SBS hield voor het programma Dancing Queen een online talentenjacht. Deelnemers konden een filmpje uploaden op de site. Uit de inzendingen koos SBS6 één persoon die deel mocht nemen aan het programma. De rest van de kandidaten werden bij de audities gekozen.